# المتحف الوطني للمجاهد (الجزائر)
يقع المتحف الوطني للمجاهد.فوق هضبة شامخة في الجزائرالعاصمة، وهو معلم تاريخي يقصده الجزائريون كبارا وصغارا ليستذكروا مآثر ثورتهم. يضم هذا المعلم التاريخي عدة أجنحة كبرى تحكي تاريخ الثورة التحريرية التي تعرض بالصور والنماذج تاريخ المقاومة الشعبية والنضال السياسي ثم اندلاع الثورة المسلحة. الهذف الأساسي منه هو الحفاظ على تاريخ الثورة الجزائرية والذاكرة الجامعية للجزائريين.
أسس في عهد الزعيم الجزائري الراحل هواري بومدين وكان مقره بالأبيار تم في عهد الشاذلي دشن مقره مع مقام الشهيد في سنة 1982

## مرافـق المتحف
- مدرج الشهيد محمد بوراس،
- القاعة الكبرى للعرض الدائم،
- قبة الرحمة،
- نادي إنترنت
- مكتبة،
- الحضيرة،
- قاعة المحاضرات،
- البهو،
- مكاتب إدارية.
- عقاب عبد الله

## نشاط ومهام المتحف
- جمع الوثائق والشهادات والأشياء والأعمال والآثار المرتبطة بفترة ثورة التحرير الوطني.
- حفظ وترميم كل ما يجمعه المتحف وفق المقاييس المعمول بها في هذا المجال.
- جمع المراجع وتبادل المعلومات العلمية والتقنية مع الهيئات المتخصصة الوطنية والأجنبية.
- نشر المعلومات عن طريق المطبوعات والمجلات والكتيبات والمراشد ووسائل الإسناد السمعية البصرية.
- عرض الأشياء المجمعة على الجمهور.
- إنجاز برامج التنشيطية العلمية والتقنية
- إقامة المعارض والملتقيات والندوات المختصة.

### مواضيع ذات صلة
- المقاومة الشعبية الجزائرية ضد فرنسا
- ثورة تحرير الجزائر
- جبهة التحرير الوطني الجزائري
- جيش التحرير الوطني الجزائري
- وزارة المجاهدين الجزائرية
- المنظمة الوطنية للمجاهدين الجزائرية
- المنظمة الوطنية لأبناء الشهداء
- المنظمة الوطنية لأبناء المجاهدين
- يوم المجاهد
- يوم الشهيد
- يا شهيد الوطن
- مقام الشهيد
- التنسيقية الوطنية لأبناء الشهداء

### وصلات خارجية
- الموقع الرسمي لوزارة المجاهدين الجزائرية
- جولة في المتحف الوطني للمجاهد على يوتيوب.
- الموقع الرسمي للمتحف الوطني للمجاهد